# Mistrzostwa Polski w Biegach Narciarskich 2015
Mistrzostwa Polski w Biegach Narciarskich 2015 – zawody w biegach narciarskich, które rozegrano w dniach 17 marca – 22 marca 2015 roku na Kubalonce.
Organizatorami mistrzostw byli Polski Związek Narciarski (PZN) i Śląsko-Beskidzki Związek Narciarski. Zawody rozegrane były na trasach biegowych COS Wisła. Funkcję delegata technicznego z ramienia PZN pełnił Wojciech Gawor, kierownikiem zawodów był Mirosław Gazurek, a sędzią głównym był Jacek Suszka.
Prawo startu w mistrzostwach Polski seniorów w konkurencjach biegowych mają zawodnicy posiadający aktualną II klasę sportową, jak również posiadający licencje zawodnicze, badania lekarskie i ubezpieczenie. Zawody zostaną przeprowadzone zgodnie z przepisami NRS oraz Wytycznymi Sportowymi PZN na sezon 2014/2015.
W mistrzostwach Polski nie wystartowali: Justyna Kowalczyk, Sylwia Jaśkowiec, Ewelina Marcisz, Paulina Maciuszek, Magdalena Kozielska, Maciej Kreczmer.
Medale mistrzostw Polski zostały rozdane także w trakcie Biegu Piastów. Zawody te rozegrano 28 lutego 2015 roku na Polanie Jakuszyckiej.

## Terminarz
| Data           | Godzina   | Miejscowość      | Konkurencja                               | Złoto                               | Srebro                            | Brąz                          | Źródło |
| -------------- | --------- | ---------------- | ----------------------------------------- | ----------------------------------- | --------------------------------- | ----------------------------- | ------ |
| 28 lutego 2015 | ?         | Szklarska Poręba | 25 km stylem klasycznym kobiet            | Dominika Bielecka                   | Marcela Marcisz                   | Emilia Romanowicz             | [ 2 ]  |
| 28 lutego 2015 | ?         | Szklarska Poręba | 50 km stylem klasycznym kobiet            | Paweł Klisz                         | Daniel Iwanowski                  | Mateusz Ligocki               | [ 2 ]  |
| 18 marca 2015  | 12:00 CET | Wisła            | Sprint stylem klasycznym kobiet           | Dominika Bielecka                   | Urszula Łętocha                   | Kornelia Kubińska             | [ 3 ]  |
| 18 marca 2015  | 12:00 CET | Wisła            | Sprint stylem klasycznym mężczyzn         | Maciej Staręga                      | Konrad Motor                      | Paweł Klisz                   | [ 4 ]  |
| 19 marca 2015  | 10:00 CET | Wisła            | 5 km stylem dowolnym kobiet               | Kornelia Kubińska                   | Marcela Marcisz                   | Martyna Galewicz              | [ 5 ]  |
| 19 marca 2015  | 11:00 CET | Wisła            | 10 km stylem dowolnym mężczyzn            | Jan Antolec                         | Mariusz Michałek                  | Maciej Staręga                | [ 6 ]  |
| 21 marca 2015  | 10:00 CET | Wisła            | 15 km stylem klasycznym kobiet            | Odwołano                            | Odwołano                          | Odwołano                      |        |
| 21 marca 2015  | 11:30 CET | Wisła            | 30 km stylem klasycznym mężczyzn          | Odwołano                            | Odwołano                          | Odwołano                      |        |
| 21 marca 2015  | 10:00 CET | Wisła            | Sprint drużynowy stylem dowolnym kobiet   | Kornelia Kubińska/Justyna Mordarska | Andżelika Szyszka/Marcela Marcisz | Klaudia Kołodziej/Marta Jania | [ 7 ]  |
| 21 marca 2015  | 10:00 CET | Wisła            | Sprint drużynowy stylem dowolnym mężczyzn | Daniel Iwanowski/Maciej Staręga     | Sebastian Gazurek/Mateusz Ligocki | Dominik Bury/Kamil Bury       | [ 8 ]  |

## Wyniki
| Pozycja | Zawodniczka       | Czas      | Strata    |
| ------- | ----------------- | --------- | --------- |
|         | Dominika Bielecka | 1:19:06 h | –         |
|         | Marcela Marcisz   | 1:19:30 h | +24,00 s  |
|         | Emilia Romanowicz | 1:20:45 h | +1:39 min |
| 4.      | Justyna Mordarska | 1:21:15 h | +2:09 min |
| 5.      | Natalia Grzebisz  | 1:22:00 h | +2:54 min |
| 6.      | Urszula Łętocha   | 1:23:00 h | +3:54 min |
| DNF     | Martyna Galewicz  | –         | –         |

| Pozycja | Zawodnik                   | Czas      | Strata     |
| ------- | -------------------------- | --------- | ---------- |
|         | Paweł Klisz                | 2:27:42 h | –          |
|         | Daniel Iwanowski           | 2:30:34 h | +2:52 min  |
|         | Mateusz Ligocki            | 2:35:00 h | +7:18 min  |
| 4.      | Robert Faron               | 2:36:28 h | +8:46 min  |
| 5.      | Bogusław Gracz             | 2:37:57 h | +10:15 min |
| 6.      | Piotr Skowron              | 2:40:57 h | +13:15 min |
| 7.      | Mariusz Dziadkowiec Michoń | 2:41:43 h | +14:01 min |
| 8.      | Kacper Janowski            | 2:46:50 h | +19:08 min |
| 9.      | Wojciech Smykowski         | 2:51:56 h | +24:14 min |
| 10.     | Rafał Koryciński           | 2:57:11 h | +29:29 min |

| Pozycja | Zawodniczka       | Czas       | Strata |
| ------- | ----------------- | ---------- | ------ |
|         | Dominika Bielecka | Finał      |        |
|         | Urszula Łętocha   | Finał      |        |
|         | Kornelia Kubińska | Finał      |        |
| 4.      | Natalia Grzebisz  | Finał      |        |
| 5.      | Marcela Marcisz   | Finał      |        |
| 6.      | Justyna Mordarska | Finał      |        |
| 7.      | Emilia Romanowicz | 1/2 finału |        |
| 8.      | Emilia Nawara     | 1/2 finału |        |
| 9.      | Joanna Rysula     | 1/2 finału |        |
| 10.     | Agata Warło       | 1/2 finału |        |
| 11.     | Justyna Pradziad  | 1/2 finału |        |
| 12.     | Joanna Bronisz    | 1/2 finału |        |

| Pozycja | Zawodnik          | Czas       | Strata |
| ------- | ----------------- | ---------- | ------ |
|         | Maciej Staręga    | Finał      |        |
|         | Konrad Motor      | Finał      |        |
|         | Paweł Klisz       | Finał      |        |
| 4.      | Mateusz Ligocki   | Finał      |        |
| 5.      | Sebastian Gazurek | Finał      |        |
| 6.      | Kamil Bury        | Finał      |        |
| 7.      | Daniel Iwanowski  | 1/2 finału |        |
| 8.      | Mateusz Chowaniak | 1/2 finału |        |
| 9.      | Jakub Twardowski  | 1/2 finału |        |
| 10.     | Mateusz Haratyk   | 1/2 finału |        |
| 11.     | Jan Antolec       | 1/2 finału |        |
| 12.     | Dawid Bril        | 1/2 finału |        |

| Pozycja | Zawodniczka       | Czas         | Strata       |
| ------- | ----------------- | ------------ | ------------ |
|         | Kornelia Kubińska | 12:53,94 min | –            |
|         | Marcela Marcisz   | 13:29,59 min | +35,65 s     |
|         | Martyna Galewicz  | 13:30,28 min | +36,34 s     |
| 4.      | Justyna Mordarska | 13:44,13 min | +50,19 s     |
| 5.      | Dominika Bielecka | 13:45,99 min | +52,05 s     |
| 6.      | Urszula Łętocha   | 13:49,48 min | +55,54 s     |
| 7.      | Emilia Romanowicz | 14:05,75 min | +1:11,81 min |
| 8.      | Natalia Grzebisz  | 14:17,20 min | +1:23,26 min |
| 9.      | Joanna Rysula     | 14:39,66 min | +1:45,72 min |
| 10.     | Emilia Nawara     | 14:51,65 min | +1:57,71 min |

| Pozycja | Zawodnik          | Czas         | Strata       |
| ------- | ----------------- | ------------ | ------------ |
|         | Jan Antolec       | 21:57,94 min | –            |
|         | Mariusz Michałek  | 22:03,80 min | +5,86 s      |
|         | Maciej Staręga    | 22:09,27 min | +11,33 s     |
| 4.      | Konrad Motor      | 22:13,13 min | +15,19 s     |
| 5.      | Mateusz Ligocki   | 22:39,62 min | +41,68 s     |
| 6.      | Sebastian Gazurek | 22:56,58 min | +58,64 s     |
| 7.      | Daniel Iwanowski  | 22:58,63 min | +1:00,69 min |
| 8.      | Dominik Bury      | 22:59,69 min | +1:01,75 min |
| 9.      | Andrzej Pradziad  | 23:34,42 min | +1:36,48 min |
| 10.     | Wojciech Fojcik   | 23:36,01 min | +1:38,07 min |

| Pozycja | Zawodniczki                         | Czas         | Strata       |
| ------- | ----------------------------------- | ------------ | ------------ |
|         | Kornelia Kubińska/Justyna Mordarska | 25:15,08 min | –            |
|         | Andżelika Szyszka/Marcela Marcisz   | 27:03,90 min | +1:48,82 min |
|         | Klaudia Kołodziej/Marta Jania       | 27:15,01 min | +1:59,93 min |
| 4.      | Joanna Rysula/Emilia Nawara         | 28:00,33 min | +2:45,25 min |
| 5.      | Agata Warło/Anna Łacek              | zdublowane   | –            |
| 6.      | Joanna Bronisz/Anna Bielecka        | zdublowane   | –            |

| Pozycja | Zawodnicy                           | Czas         | Strata       |
| ------- | ----------------------------------- | ------------ | ------------ |
|         | Daniel Iwanowski/Maciej Staręga     | 22:16,55 min | –            |
|         | Sebastian Gazurek/Mateusz Ligocki   | 22:31,90 min |              |
|         | Dominik Bury/Kamil Bury             | 23:10,52 min | +53,97 s     |
| 4.      | Bartłomiej Rucki/Wojciech Fojcik    | 24:39,23 min | +2:22,68 min |
| 5.      | Kacper Antolec/Jan Antolec          | 24:54,47 min | +2:37,92 min |
| 6.      | Patryk Borkowski/Damian Duk         | 25:26,97 min | +3:10,42 min |
| 7.      | Mateusz Trybunia/Andrzej Pradziad   | zdublowani   | –            |
| 8.      | Jakub Plinta/Paweł Klisz            | zdublowani   | –            |
| 9.      | Wojciech Pelczar/Konrad Bil         | zdublowani   | –            |
| 10.     | Krzysztof Małkiński/Kacper Janowski | zdublowani   | –            |